# Scorpioteleia
Scorpioteleia är ett släkte av steklar som beskrevs av William Harris Ashmead 1897. Scorpioteleia ingår i familjen hyllhornsteklar.
Släktet innehåller bara arten Scorpioteleia cebes.